# Entlassungsloch
Das Wort Entlassungsloch beschreibt die risikobehaftete Herausforderung für Haftentlassene, ihr Leben nach der Entlassung umfassend neu organisieren und gestalten zu müssen.
Dieser Übergang birgt viele Risiken in sich. War das Leben als Gefangene bislang durch einen strukturierten Alltag bestimmt, stehen sie nun selbst in der Verantwortung, sich um eine Wohnmöglichkeit, eine Arbeitsstelle und ein soziales Umfeld zu kümmern. Ehemalige Gefangene stoßen vielfach auf Schwierigkeiten bei Wohnungs- und Arbeitssuche. Mit dem Entlassungsloch gehen vielfach eine gescheiterte Resozialisierung und eine Rückfälligkeit einher. Viele Haftentlassene kehren oftmals wieder in ihr altes, kriminogenes Umfeld zurück. Im ersten Halbjahr in Freiheit ist die Wahrscheinlichkeit am höchsten, dass Straftäter rückfällig werden. Für keine Gruppe ist das Entlassungsloch so tief wie für alte Gefangene. Dem „Entlassungsloch“ kann durch geregelte Entlassungsvorbereitung und Unterstützung nach Ende der Haftzeit begegnet werden. Eine Bereitstellung einer arbeitsmarktpolitischen Maßnahme und die damit verbundene Tagesstrukturierung reduziert die Gefahren des Entlassungslochs.
Besonders die nach langer Haftzeit entlassenen Straftäter ohne Bewährungshelfer sind vom Entlassungsloch stark betroffen. Ein Übergangsmanagement soll dem Entlassungsloch entgegenzuwirken. Eine Möglichkeit dem Entlassungsloch vorzubeugen die die Rückfallgefahr zu vermindern ist der offene Vollzug.